# Свети Атанасий (Слоещица)
Вижте пояснителната страница за други значения на Свети Атанасий.
„Свети Атанасий“ (на македонска литературна норма: „Свети Атанасиј“) е възрожденска православна църква в демирхисарското село Слоещица, Сверна Македония. Църквата е под управлението на Крушевско-Демирхисарската епархия на Македонската православна църква. Обявена е за паметник на културата.
Църквата е гробищен храм, разположен в североизточния край на селото, който според остатъците от живопис се датира в поствизантийския период.
В архитектурно отношение е еднокорабна базилика с полукръгъл свод и голяма полукръгла апсида на изток. Зидана е с ломен камен. Фасадите са фугирани и варосани. На запад има по-късен притвор и бетонна камбанария. На западната стена на трема до входа има вградена антична мраморна плоча с релеф и текст с размери 60 х 120 см.
Във вътрешността има остатъци от оригиналната живопис в конхата на апсидата. Неподписаните стенописите според стила се приписват на зографа Йоан Теодоров от Грамоща, изписал в 1534/1535 година съседния манастир „Свети Никола Топлички“.
В XIX век църквата е презографисана и обновена.